# Économie de la Corée du Sud
L'économie de la Corée du Sud est un marché, dont le produit intérieur brut nominal était en 2021 le 11e plus élevé au monde avec un montant de près de 1 800 milliards de US$.
Faisant partie des quatre « dragons asiatiques », la Corée du Sud a connu depuis cinquante ans une croissance et une intégration dans l'économie mondiale exceptionnelle. 
En 1960, le PIB nominal par habitant était comparable à celui des pays les moins avancés d'Afrique et d'Asie, comme le Cameroun et l'Indonésie, avec 260 US$ par habitant, à la suite de la guerre de Corée (entre la Corée du Nord et la Corée du sud) qui a complètement rasé le pays. La guerre a tué près de 3 millions de Coréens, et le pays a subi la pire destruction matérielle et humaine de son histoire. 
En 2017, son PIB nominal par habitant s’élève à presque 30 000 US$, soit le même niveau que l'Espagne. Signe d’intégration forte dans l’économie mondiale, la Corée du Sud a rejoint l'OCDE en 1996.

## Données générales

### Le modèle de développement sud-coréen
Trois phases peuvent être distinguées dans le développement économique entre 1953 et 1980 :
- une phase de substitution aux importations, entre 1953 et 1961 ;
- un développement international basé sur l'essor des exportations (1961-1973) ;
- enfin, la mise en place d'industries lourdes (1973-1989).

Le développement économique de la Corée du Sud est d'abord très lent : selon les statistiques établies par des analystes occidentaux, le PNB par habitant est resté presque stagnant en Corée du Sud (de 56 à 60 dollars) entre 1953 et 1960, alors qu'il a quasiment quadruplé en Corée du Nord (de 55 à 208 dollars) sur la même période.
Le modèle de développement sud-coréen s'est basé sur des liens étroits entre le gouvernement et les milieux d'affaires, y compris le crédit dirigé, les restrictions aux importations, le financement de certaines industries, et un gros effort de travail. Le gouvernement a favorisé l'importation des matières premières et de la technologie aux dépens des biens de consommation et a encouragé l'épargne et l'investissement au détriment de la consommation. Séoul est alors l'une des métropoles les plus chères et les plus polluées au monde.
Du fait du contexte de guerre froide et de sa situation géographique, la Corée du Sud fut particulièrement privilégiée par les États-Unis qui lui apportèrent une forte aide économique annuelle. Entre 1954 et 1961, elle reçoit une somme supérieure à l’ensemble des prêts octroyés par la Banque mondiale aux pays indépendants du Tiers Monde (Inde, Pakistan, Mexique, Brésil, Nigeria compris). D'après certains économistes, sans cette aide, la Corée du Sud aurait suivi un développement proche de celui de l'Indonésie ou des Philippines,.
Selon l'économiste Éric Bidet, la normalisation des relations nippo-sud-coréennes en 1965 a contribué à l'essor économique de la Corée du Sud et « à cette influence japonaise est venue s’ajouter par la suite l’aide financière et technologique massive reçu des États-Unis, notamment via de nombreux transferts de technologie, en raison d'un engagement idéologique anti-communiste sans réserve ». L'aide japonaise associée à l'aide américaine a permis de lancer un plan Marshall industriel, des firmes d'État se sont constituées dans tous les secteurs stratégiques : aciérie (POSCO), électricité (KEPCO), télécommunications (Korea Telecom), réseaux ferrés et routier (Korea Railroad et Korea Expressway (en)), banque, eau et agriculture.
L'aide économique américaine (de 600 à 900 millions de dollars par an) entraîne des scandales de corruption révélés dans les années 1970 : nombre de parlementaires, journalistes, universitaires et membres de l'administration américaine percevait des pots-de-vin du régime sud-coréen afin d'augmenter cette aide, et de défendre l'image du régime sud-coréen auprès de l'opinion publique. Des sociétés privées américaines, en particulier dans le secteur pétrolier, ont aussi contribué au financement des autorités sud-coréennes en échange de contrats (la Gulf Oil a ainsi dépensé 4 millions de dollars pour la réélection du président Park Chung-hee en 1967).
À partir des années 1970 la Corée du Sud recours à une politique d’endettement massif, au point de devenir dans les années 1980 le quatrième pays le plus endetté au monde.
Le développement économique sud-coréen s'appuie sur un coût social très élevé. En 1980, la semaine de travail d'un ouvrier sud-coréen est la plus longue au monde entier et celui-ci ne représente que 50 % du coût salarial d'un ouvrier mexicain. Les syndicats sont alors illégaux.

### La crise financière de 1997
La crise financière asiatique de 1997 a exposé des faiblesses de longue date dans le modèle de développement de la Corée du Sud, y compris des rapports élevés dettes/capitaux propres, l'emprunt étranger massif, et un secteur financier indiscipliné.
Comme l'a précisé Éric Bidet, fin 1997, 16 des 30 plus grands groupes coréens avaient un ratio d'endettement sur fonds propres supérieur à 400 %, compte tenu de participations croisées des conglomérats et d'une opacité des règles comptables en l'absence de comptes consolidés. Les liens entre les grands groupes économiques et le pouvoir politique avaient conforté l'idée d'une intervention publique en cas de défaillance, conformément au principe too big to fail (trop grand pour chuter).
En 1997, la Corée du Sud a ainsi bénéficié d'une aide internationale d'un montant record de 57 milliards de dollars (21 milliards du FMI, 10 milliards de la Banque mondiale, 4 milliards de la Banque asiatique de développement et 22 milliards de sept pays occidentaux), parallèlement à la conduite d'une politique restrictive dans les domaines monétaire et budgétaire et à une libéralisation accrue du marché du travail.
Un réaménagement structurel est mis en œuvre : fermeture d'établissements financiers, licenciements massifs, autonomisation de la banque centrale par rapport au gouvernement, augmentation brutale des taux d’intérêt (ce qui plonge l’industrie locale et les travailleurs dans la récession), abandon de grands projets d’investissements, ventes de certaines entreprises aux transnationales des pays les plus industrialisés. Une modification du code du travail permet de faciliter les licenciements massifs.
Dans le secteur bancaire, l’État a procédé à des refinancements, alors que la masse salariale a diminué de 40% entre fin 1997 et fin 2000.
La législation sur les faillites a été durcie. En 1997, huit des trente premiers conglomérats ont été déclarés en faillite, dont le constructeur automobile KIA (racheté ensuite par le groupe Hyundai). Les chaebols ont dû renoncer à des activités filialisées, sans lien avec leur activité principale.

### L'évolution économique depuis 1998
La dette publique croît de manière significative, à cause de la prise en charge par l’État des dettes des entreprises privées.
Les différents indicateurs économiques se sont rapidement améliorés : en janvier 2000, le taux annuel d'inflation se situait en dessous de 3% et le taux de chômage était ramené à 4 % (mais, comme au Japon, la faible indemnisation du chômage et la stigmatisation sociale entraînent une forte sous-évaluation du niveau réel de chômage).
La croissance, qui avait plongé de 6,6 % en 1998, s'est fortement redressé dès 1999 (+ 10,8 %) puis en 2000 (+ 9,2 %). Elle est tombée de nouveau à 3,0% en 2001 en raison du ralentissement global de l'économie, des exportations en chute, et de la perception que les réformes tellement nécessaires ont stagné. Menée par l'industrie et la construction, la croissance en 2002 a atteint un impressionnant 7,0 %, malgré une croissance mondiale en diminution.
La croissance économique s'est élevée à 3,1 % en 2003, 4,6 % en 2004 et 4,0 % en 2005, 5,2 % en 2006, 5,1 % en 2007 et 2,2 % en 2008, avant de baisser de 0,2 % en 2009.
Le PIB en parité de pouvoir d'achat est ainsi estimé à 1 364 milliards de dollars de 2009 (13e place mondiale), soit 28 100 dollars par habitant. La dette publique s'élève à 23,5 % du PIB. La Corée exporte vers la Chine (21,5 %), les États-Unis (10,9 %), le Japon (6,6 %), Hong Kong (4,6 %) et importe de Chine (17,7 %), du Japon (14 %), des États-Unis (8,9 %), d'Arabie saoudite (7,8 %), des Émirats arabes unis (4,4 %), d'Australie (4,1 %).
Les inégalités sociales sont croissantes et très élevées. En 2014, un rapport de la Banque asiatique de développement souligne que « la rapidité de la détérioration des inégalités de revenu en Corée du Sud au cours des vingt dernières années a été la cinquième plus importante sur vingt-huit pays asiatiques ».
La durée hebdomadaire légale du travail est ramenée de 68 heures à 52 heures en 2018 sous l'administration de Moon Jae-in. Certaines catégories de travailleurs, comme les indépendants, ne sont cependant pas protégés par la loi.
La dette des ménages en Corée du Sud, la plus élevée d’Asie, dépasse 100% du PIB (données de 2021). Les familles accumulent des crédits pour payer leur logement et financer les études de leurs enfants. L’endettement est la principale cause de suicide dans le pays.

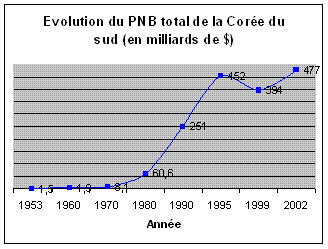
Évolution du PNB de la Corée du Sud entre 1953 et 2002
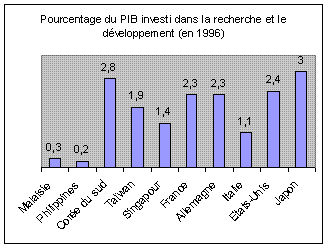
Pourcentage du PIB de dix pays investi dans la R&D en 1996
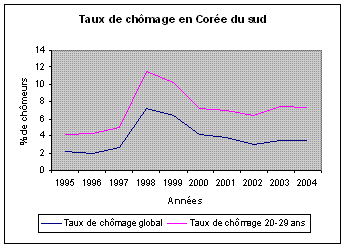
Évolution du taux de chômage en Corée du Sud entre 1996 et 2004

## Agriculture
La Corée du Sud a produit, en 2018:
- 5,1 millions de tonnes de riz (15e producteur mondial);
- 3,3 millions de tonnes de légumes;
- 2,5 millions de tonnes de chou (4e producteur mondial, derrière la Chine, l'Inde et la Russie);
- 1,5 million de tonnes de oignon (13e producteur mondial);
- 646 000 tonnes de mandarine;
- 553 000 tonnes de pomme de terre;
- 534 000 tonnes de pastèque;
- 475 000 tonnes de pomme;
- 346 000 tonnes de kaki (3e producteur mondial, derrière la Chine et l'Espagne);
- 344 000 tonnes de tomate;
- 333 000 tonnes de concombre;
- 331 000 tonnes de ail;
- 321 000 tonnes de citrouille;
- 314 000 tonnes de patate douce;
- 230 000 tonnes de poivron;
- 213 000 tonnes de fraise (7e producteur mondial);
- 205 000 tonnes de pêche;
- 203 000 tonnes de poire;
- 177 000 tonnes de raisin;
- 167 000 tonnes de melon;

En plus de petites productions d'autres produits agricoles.

## Industrie
La Corée du Sud se situe aux premiers rangs mondiaux pour l'électronique grand public, la construction automobile (Hyundai, Kia), la construction navale et la sidérurgie. Les grands Chaebol contrôlent la plus grande partie de l'économie.
Selon l'agence sud-coréenne KBS, la Corée du Sud a confirmé, en 2006, le premier rang mondial pour la construction navale qu'elle occupe depuis 2003 (cf. dépêche reproduite sur le site de l'association d'amitié belgo-coréenne "Korea is one"). 
Dans le domaine pharmaceutique, le ministère du commerce, de l'industrie et de l'énergie a annoncé la création d'une usine de production de vaccins contre la grippe à Hwasun, ce qui placera la Corée du Sud au 12e rang des producteurs mondiaux.
Les Chaebol sont parfois considérés comme des « colosses aux pieds d'argile » ; surendettés, ils ne survivent que par un soutien sans faille du système bancaire et du gouvernement. Cette collusion entreprises-gouvernement-hauts fonctionnaires a généré une très grande corruption. Ainsi, le général Roh Tae-woo (au pouvoir de 1988 à 1993), a bénéficié de 650 millions de dollars de pots-de-vin. En outre, les Chaebol sont handicapés par leur dépendance technologique à l'égard des pays étrangers, les conduisant à pratiquer une politique systématique de veille et d’espionnage technologique et industriel.

## Protection sociale
Durant la phase d'industrialisation, le gouvernement sud-coréen a encouragé la mise en place de mutuelles privées pour la protection sociale des travailleurs. Les régimes de mutuelles d'entreprise, particulièrement développés pour les aides financières au logement et les allocations familiales, ont d'abord bénéficié aux cadres.
Toutefois, une protection sociale institutionnelle s'est aussi progressivement mise en place :
- l'assurance maladie, créée en 1976, a été généralisée en 1988 ;
- la première législation sur le salaire minimum a été introduite en 1988.

## Marché du travail
Le taux de chômage est de 3,6% en 2018. La Corée du Sud possède en revanche une proportion de travailleurs dits « irréguliers » parmi les plus importantes des pays de l’OCDE. Les 6,61 millions de précaires représentent officiellement 33% des salariés. Une hausse de 20% en dix ans.
C’est après la crise financière asiatique de 1997 que les conglomérats tels que Hyundai ou Samsung ont commencé à faire appel massivement à la sous-traitance et à l’intérim. Cette politique de recrutement offre au patronat plusieurs avantages : la main-d’œuvre irrégulière coûte moins cher, elle peut être licenciée facilement, et elle est peu syndiquée. Les syndicats coréens ont ainsi perdu en influence au cours de ce processus de précarisation.
Ces précaires ont des salaires moyens beaucoup plus faibles et bénéficient de prestations sociales (retraite, assurance-maladie, congés) très réduites. L’absence de retraite oblige nombre de personnes âgées à continuer de travailler.
Les chaebols ont de plus en plus recours à l’intelligence artificielle afin de recruter leurs futurs employés. Les candidats réalisent un entretien avec un ordinateur qui analyse les expressions du visage, le nombre de mouvements exprimant la « peur  » ou la « joie  », les tics et la tonalité de la voix.
La pression à la performance est souvent à son maximum au sein des entreprises sud-coréennes, et semble être à l’origine d’un taux de dépression et de suicide parmi les plus élevés au monde. Selon un rapport de Statistics Korea, réalisé en 2017, 37,2% des jeunes Sud-Coréens déclarent souffrir de stress chronique.

## Commerce extérieur et investissements internationaux

### Commerce extérieur
Ayant fait le choix d'un modèle d'économie extravertie, la Corée du Sud a diversifié ses partenariats commerciaux. En 2005, les exportations sud-coréennes ont atteint 284,42 milliards de dollars et les importations sud-coréennes 261,24 milliards de dollars.
La Corée du Sud a ainsi annoncé qu'elle était devenue, en 2005, le deuxième fournisseur de la Chine : ses exportations à destination de la Chine ont atteint 76,8 milliards d'euros (en hausse de 23,5 %), dépassant pour la première fois celles de Taïwan (74,6 milliards d'euros) et de l'Union européenne (73,6 milliards d'euros), derrière le Japon (100,5 milliards d'euros). En 2004, la Chine était devenue la première destination des exportations sud-coréennes, devançant les États-Unis.
Les négociations avec les États-Unis sur un accord de libre-échange ont repris en janvier 2007, en plaçant hors du champ des négociations formelles les points les plus sensibles (comme les règles anti-dumping américaines, les médicaments et les automobiles). Parmi les points litigieux restant inscrits figurent la libéralisation du commerce du riz, à laquelle les agriculteurs sud-coréens sont hostiles, et les produits fabriqués par des entreprises sud-coréennes implantées en Corée du Nord.

### Échanges intercoréens
Vis-à-vis de la Corée du Nord, l'intensification des échanges économiques et commerciaux constitue l'un des principaux axes de la politique conduite par Séoul en vue de la réunification de la Corée. En début d'année 2006, 15 entreprises sud-coréennes, employant 7000 Nord-Coréens, s'étaient implantées à Kaesong, en Corée du Nord. Le refus des Américains de considérer ces produits comme sud-coréens constitue une pomme de discorde dans la négociation d'un accord de libre-échange entre les deux pays.

### Investissements directs étrangers en Corée du Sud
Selon la Chambre coréenne de commerce et d'industrie, les investissements étrangers en Corée du Sud ont atteint 7,2 milliards de dollars en 2005, soit 0,8% du total mondial des investissements directs à l'étranger .